# Os amigos de Deus
Os Amigos de Deus (em alemão: Gottesfreunde) foi uma confraria mística composta de religiosos e leigos da Idade Média e o principal polo da mística católica alemã. A fundação da confraria remonta aos anos entre 1339 e 1343, na cidade de Basileia, Suíça. Os Amigos de Deus tiveram relevância também na região do Rio Reno (na atual Alemanha), na Suíça, na Suábia e na Holanda, particularmente nas cidades de Basileia (Suíça), Estrasburgo (França) e Colônia (Alemanha).
A confraria foi liderada por dois dominicanos, membros da Ordem dos Pregadores, o pregador e autor místico Johann Tauler e o autor e teólogo místico Henrique Suso, ambos discípulos de Mestre Eckhart.
O nome "Amigos de Deus" alude à passagem do Evangelho de São João: «Não mais vos chamarei servos, pois os servos não sabem o que faz o seu Senhor; mas vos chamarei amigos, pois que tudo o que ouvi de meu Pai eu vos ensinei.» (João 15:15)
Há elementos dos ensinamentos dos "Amigos de Deus" que foram de algum modo convergentes com as ideias de Lutero, que inclusive conheceu a Tauler e admirava seus sermões, que  expunham a doutrina eckhartiana da “quietude” (Gelassenheit) e combatiam a religiosidade puramente exterior. 
Após a morte de Tauler e Suso, a liderança da confraria passou para Rulman Merswin (cerca de 1307-1382), comerciante de Estrasburgo que se converteu aos Amigos de Deus após uma experiência religiosa. Em 1367, ele comprou um claustro em uma ilha fluvial de Estrasburgo e chamou-lhe "Das Grune Wort" ("a ilha verde"). A casa serviu de refúgio e lugar de estudo para os Amigos de Deus. Merswin é geralmente considerado o autor de vários escritos atribuídos ao legendário "amigo de Deus de Oberland."
Após a morte de Merswin, a reputação da confraria junto à Igreja começou a se deteriorar. Seus chefes posteriores, como Nicolau de Basileia. foram acusados de heresia. Outro proeminente membro, Martinho de Mainz, foi também condenado por heresia.
Os Amigos de Deus, tais como existiam na época áurea de Tauler e Suso, deixaram de existir em meados do século seguinte à sua fundação, o século XV. 